# القوانين الأساسية لإسرائيل

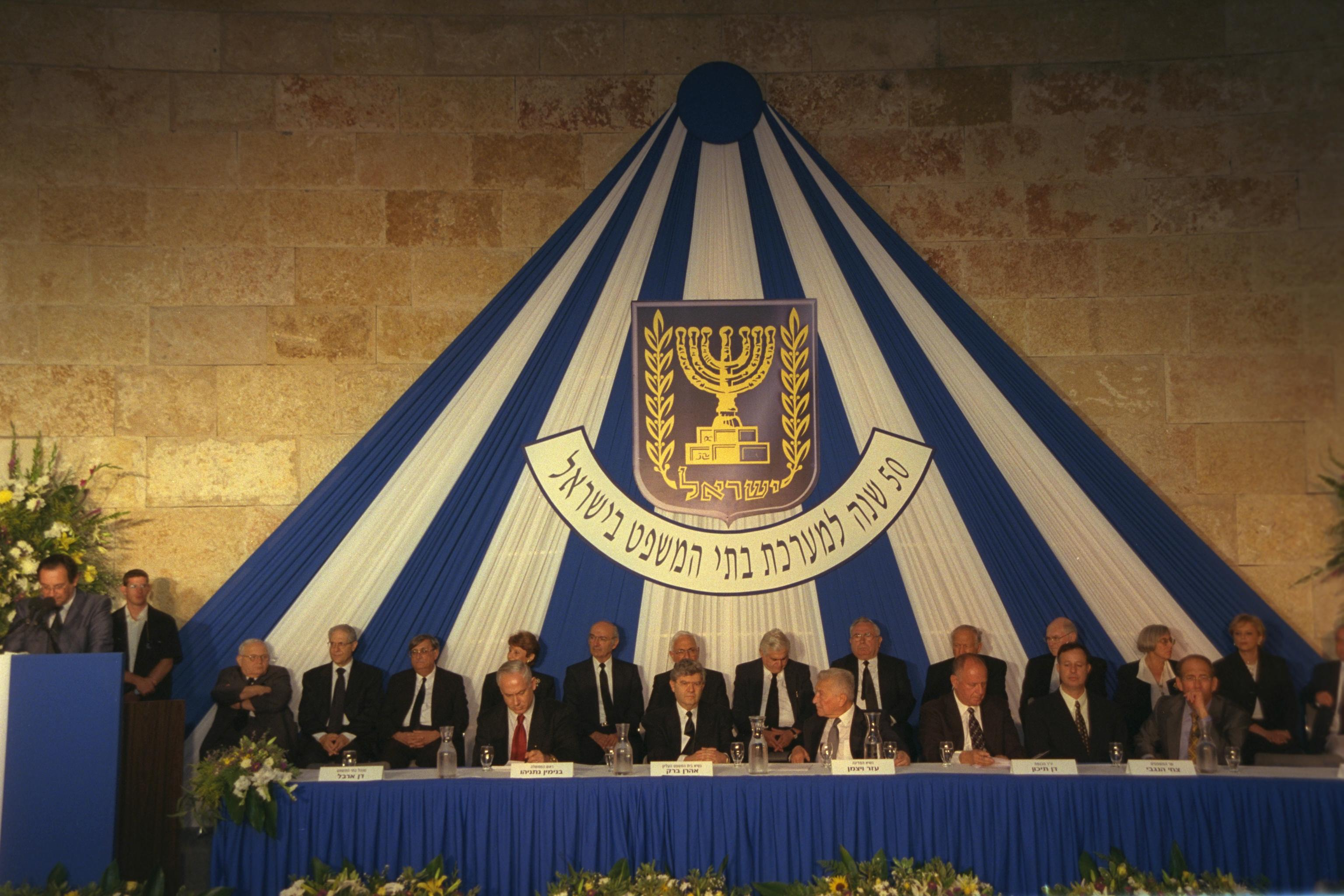

القوانين الأساسية لإسرائيل (بالعبرية :חוקי יסוד) هي عنصر أساسي في القانون الدستوري لإسرائيل. هذه القوانين تتعامل مع تشكيل دور مؤسسات الدولة الرئيسية، والعلاقات بين السلطات في الدولة. البعض منها أيضًا لحماية الحقوق المدنية. في حين كان من المفترض أصلا أن تكون هذه القوانين فصول مسودة للدستور الإسرائيلي في المستقبل، إلا أنه تم بالفعل استخدامها على أساس يومي من قبل المحاكم كدستور رسمي وانه لا يوجد دستور حالي لدولة إسرائيل. إسرائيل تعمل حاليًا وفقًا لدستور غير مدون يتألف من كلاً من مواد القانون الدستوري المبنية على القضايا والسوابق، وأحكام هذه اللوائح الرسمية. أما اليوم فالقوانين الأساسية لا تغطي جميع القضايا الدستورية، وليس هناك من موعد نهائي محدد لإتمام عملية دمج هذه القوانين الأساسية في دستور واحد شامل. ولا توجد قاعدة واضحة لتحديد أسبقية القواعد الأساسية على التشريعات العادية، وفي حالات كثيرة يتم ترك تفسير هذه المسألة للنظام القضائي.